# فهرست رشته‌های روان‌شناسی
این فهرست شامل بیشتر زیرشاخه های روانشناسی است:
- روان‌شناسی مرضی
- روان‌شناسی تحلیلی
- روان‌شناسی تطبیقی
- روان‌شناسی ناهنجاری
- تحلیل رفتار کاربردی
- روان‌شناسی کاربردی
- روان‌شناسی آسیایی
- روان‌شناسی رفتاری
- ژنتیک رفتاری
- پزشکی رفتاری
- علوم اعصاب رفتاری
- روان‌شناسی سیاه
- عصب روان‌شناسی شناختی
- روان‌شناسی شناختی
- روان‌شناسی جامعه
- روان‌شناسی تطبیقی
- تحلیل رفتار بالینی
- روان‌شناسی بالینی
- رفتار مصرف کننده
- روان‌شناسی مشاوره
- روان‌شناسی مشاوره
- روان‌شناسی جنایی
- روان‌شناسی انتقادی
- روان‌شناسی بین فرهنگی
- علوم اعصاب فرهنگی
- روان‌شناسی فرهنگی
- روان‌شناسی سایبری
- روان‌شناسی رشد
- روان‌شناسی افتراقی
- روان‌شناسی گفتمانی
- روان‌شناسی بوم شناختی
- روان‌شناسی اقتصادی
- روان‌شناسی آموزشی
- روان‌شناسی مهندسی
- روان‌شناسی محیطی
- روان‌شناسی تکاملی
- تحلیل تجربی رفتار
- روان‌شناسی تجربی
- روان‌شناسی فیلیپینی
- روان‌شناسی قانونی
- روان‌شناسی سلامت
- روان‌شناسی انسانی
- روان‌شناسی خیالی
- روان‌شناسی هندی
- روان‌شناسی بومی
- روان‌شناسی تفاوت های فردی
- روان‌شناسی صنعتی و سازمانی
- روان‌شناسی بین المللی
- روان‌شناسی تحقیقی
- روان‌شناسی حقوقی
- روان‌شناسی ریاضی
- روان‌شناسی رسانه
- روان‌شناسی پزشکی
- روان‌شناسی نظامی
- روان‌شناسی اخلاق
- روان‌شناسی موسیقی
- عصب روان‌شناسی
- روان‌شناسی بهداشت حرفه ای
- پارا روان‌شناسی
- روان‌شناسی صلح
- روان‌شناسی عملکرد
- روان‌شناسی شخصیت
- فلسفه روان‌شناسی
- روان‌شناسی فیزیولوژیکی
- روان‌شناسی پلیس
- روان‌شناسی سیاسی
- روان‌شناسی مثبت گرا
- روان‌شناسی پیش از تولد و پری ناتال
- حل مشکل
- روانکاوی
- تاریخ روان
- روان زبانشناسی
- روان‌شناسی و حقوق
- روان‌شناسی هنر
- روان‌شناسی خوردن گوشت
- روان‌شناسی دین
- روان سنجی
- روان‌شناسی
- روان انکولوژی
- آسیب شناسی روانی
- روان فارماکولوژی
- روان فیزیک
- سایکوفیزیولوژی
- روان درمانی
- روان‌شناسی کمی
- روان‌شناسی توانبخشی
- روان‌شناسی اجتماعی
- روان‌شناسی ورزشی
- روان‌شناسی سیستمی
- روان‌شناسی نظری
- روان‌شناسی ترافیک
- روان‌شناسی فراشخصی